# بئر ولد خليفة
بئر ولد خليفة  هي إحدى بلديات ولاية عين الدفلى الجزائرية.
تبلغ مساحة بلدية بئر ولد خليفة 65.8 هكتار يحدها شمالا خميس مليانة وبلدية سيدي لخضر غربا بلدية جليدة، شرقا: بلدية عين السلطان، جنوبا بلدية برج الأمير خالد، يبلغ عدد سكانها حسب إحصاءات 2008 : 12780 نسمة.
تتميز بمردوديتها العالية في الفلاحة.